# Mesnil-sur-l'Estrée
 Mesnil-sur-l'Estrée  là một xã thuộc tỉnh Eure trong vùng Normandie miền bắc nước Pháp.